# Liam Dunn
Liam Dunn (* 12. November 1916 in New Jersey; † 11. April 1976 in Granada Hills, Kalifornien) war ein US-amerikanischer Schauspieler.

## Leben und Karriere
Liam Dunn begann seine Schauspielkarriere bei zumeist kleineren Theaterproduktionen, am Broadway spielte er nur einmal kurz im März 1945 in der Komödie Bright Boy. 1947 gab er zwar sein Filmdebüt mit einer kleinen Rolle als Reporter im Film That’s My Man mit Don Ameche, doch wandte er sich schließlich mangels Erfolges weitgehend von der Schauspielerei ab und arbeitete stattdessen als Casting Director. In dieser Funktion bei CBS Television arrangierte Dunn für den noch unbekannten Warren Beatty seine erste Fernsehrolle, auch George C. Scott und Steve McQueen soll er einige ihrer ersten Fernsehauftritte vermittelt haben.
Mit über 50 Jahren wurde Dunn doch noch zu einem vielbeschäftigten Schauspieler, beginnend mit einer Rolle als leicht korrupter Bürgermeister in Buck Henrys kurzlebiger Superhelden-Sitcom Captain Nice im Jahr 1967. Im Kino wurde Dunn bekannt durch die Darstellung des griesgrämigen Richters in der Komödie Is’ was, Doc? von Peter Bogdanovich, der das von seiner von Barbra Streisand gespielten Tochter mitgestiftete Chaos vor Gericht aufklären muss. Der Regisseur Mel Brooks zeigte sich von Dunns Darstellung in diesem Film so amüsiert, dass er ihm Nebenrollen in drei seiner Filme gab: In Der wilde wilde Westen gab er den frömmelnden Reverend Johnson, in Frankenstein Junior spielt er am Filmanfang das bemitleidenswerte Versuchsobjekt von Gene Wilders Frankenstein und in Silent Movie verkörperte er den von seiner eigenen Ware begrabenen Zeitungshändler.
Neben den Brooks-Filmen spielte Dunn auch Nebenrollen in mehreren Disney-Filmen. Da er betagter aussah als es seinem tatsächlichen Alter entsprach, waren viele seiner Figuren leicht schrullige oder genervte ältere Herren, denen nicht selten etwas Bedauernswertes zustößt. Insgesamt sammelte er fast 80 Film- und Fernsehauftritte an, den Großteil davon in seinen letzten Lebensjahren. Liam Dunn starb 1976 im Alter von 59 Jahren an einem Lungenemphysem mitten in den Dreharbeiten zu Zotti, das Urviech; der Großteil seiner Rolle als Hundefänger in diesem Film wurde an seiner statt von John Fiedler übernommen. Zum Zeitpunkt seines Todes hatte er keine direkten Hinterbliebenen.

## Filmografie (Auswahl)

### Kino
- 1947: That’s My Man
- 1970: Catch-22 – Der böse Trick (Catch-22)
- 1972: Is’ was, Doc? (What’s Up, Doc?)
- 1972: Der große Minnesota-Überfall (The Great Northfield Minnesota Raid)
- 1972: Spiegelbild der Angst (A Reflection of Fear)
- 1973: Papillon
- 1973: Big Boy – Der aus dem Dschungel kam (The World’s Greatest Athlete)
- 1973: Ein Zug für zwei Halunken (Emperor of the North)
- 1973: Charley und der Engel (Charley and the Angel)
- 1974: Der wilde wilde Westen (Blazing Saddles)
- 1974: Herbie groß in Fahrt (Herbie Rides Again)
- 1974: Klauen wir gleich die ganze Bank (Bank Shot)
- 1974: Frankenstein Junior (Young Frankenstein)
- 1975: At Long Last Love
- 1975: Die falsche Schwester (Peeper)
- 1976: Gus
- 1976: Bluthunde vom Teufel zerrissen (High Velocity)
- 1976: Mel Brooks’ letzte Verrücktheit: Silent Movie (Silent Movie)
- 1976: Zotti, das Urviech (The Shaggy D.A.)

### Fernsehen
- 1950: The Magnavox Theater (Folge 1x02)
- 1951: Robert Montgomery Presents (Folge 2x10)
- 1967: Das Geheimnis der blauen Tropfen (Captain Nice, 14 Folgen)
- 1967: Bonanza (Folge 9x11 Geschäft ist Geschäft)
- 1967: Der Mann von gestern (The Second Hundred Years, Folge 1x10)
- 1970/1971: Mannix (2 Folgen)
- 1971: Alias Smith und Jones (Alias Smith and Jones, Folge 1x05)
- 1972: Rauchende Colts (Gunsmoke, Folge 17x16)
- 1972: Der Hund von Baskerville (The Hound of the Baskervilles, Fernsehfilm)
- 1972: All in the Family (Folge 3x14)
- 1972: Sanford and Son (Folge 2x12)
- 1973: Genesis II (Fernsehfilm)
- 1973: Owen Marshall – Strafverteidiger (Counselor at Law, Folge 3x03)
- 1973: Männerwirtschaft (The Odd Couple, Folge 4x07)
- 1973: Mary Tyler Moore (The Mary Tyler Moore Show, Folge 4x06)
- 1973: Miracle on 34th Street (Fernsehfilm)
- 1974: Die Partridge Familie (The Partridge Family, 2 Folgen)
- 1975: Ein Sheriff in New York (McCloud, Folge 5x06)
- 1975: Kojak – Einsatz in Manhattan (Kojak, Folge 2x24)
- 1975: Barney Miller (Folge 2x10)
- 1975: Die Nacht, als die Marsmenschen Amerika angriffen (The Night That Panicked America, Fernsehfilm)
- 1975/1976: McMillan & Wife (2 Folgen)
- 1976: Notruf California (Emergency!, Folge 5x18)
- 1976: Rhoda (Folge 2x24)
- 1976: Eine amerikanische Familie (Family, Folge 1x02)
- 1977: The Quinns (Fernsehfilm)